# Mostra d'Oltremare
 (juillet 2019).
La Mostra d'Oltremare à Naples dans le quartier de Fuorigrotta, est une des principales aires d’exposition italiennes.

## Description
Avec la Fiera del Levante à Bari la Mostra d'Oltremare est l'un des plus importants parcs d'exposition du Mezzogiorno avec une surface de 720 000 m2 comprenant des immeubles de valeur historique et architecturale, en plus de pavillons d’exposition modernes, des fontaines (dont la monumentale Fontaine de l'Exèdre), un aquarium tropical, des jardins arborés et un parc archéologique. La Mostra ayant été édifiée à l’occasion une exposition coloniale en 1937, elle représente le rationalisme typique du fascisme et des œuvres de Ernesto Lapadula.

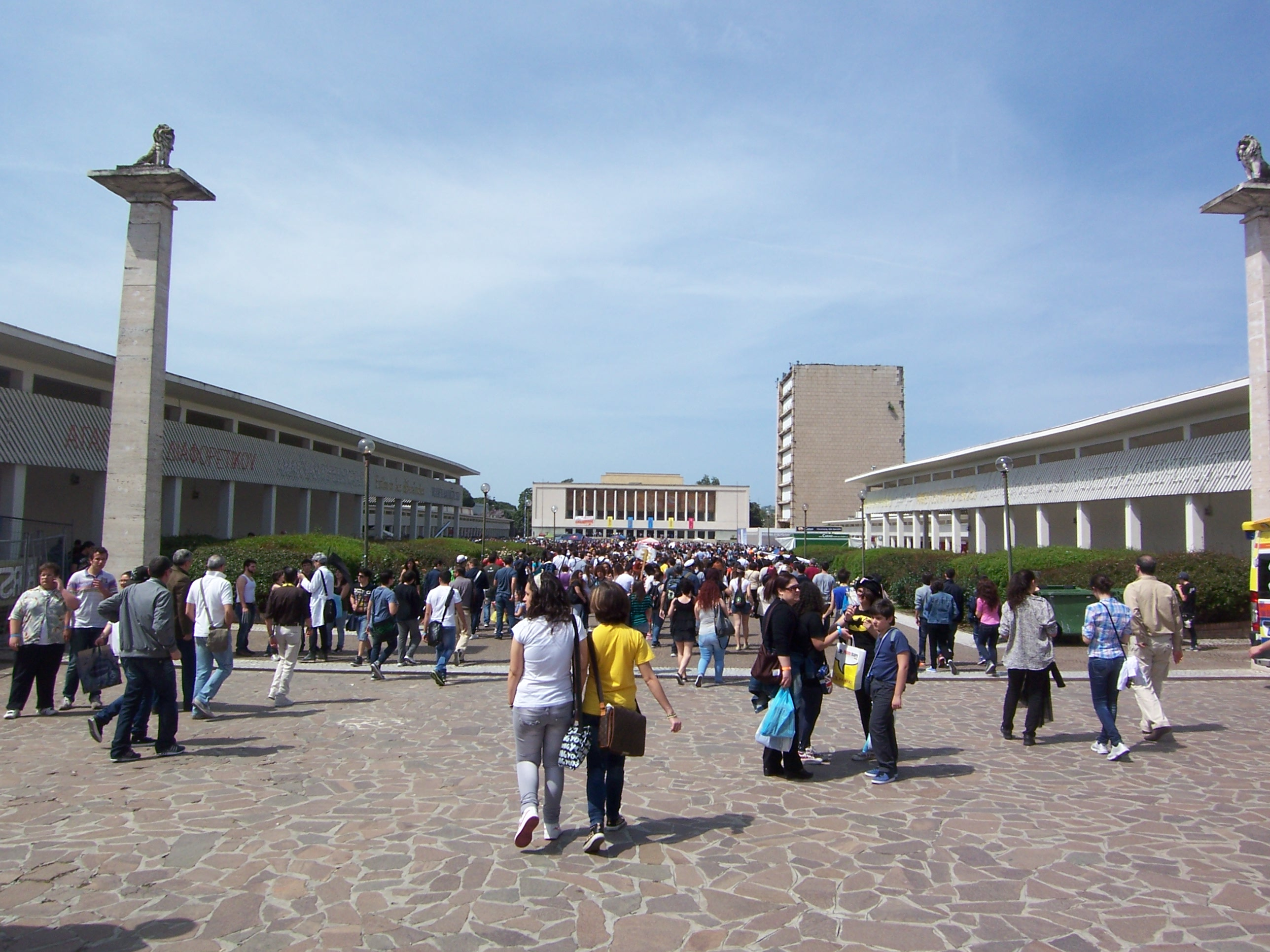
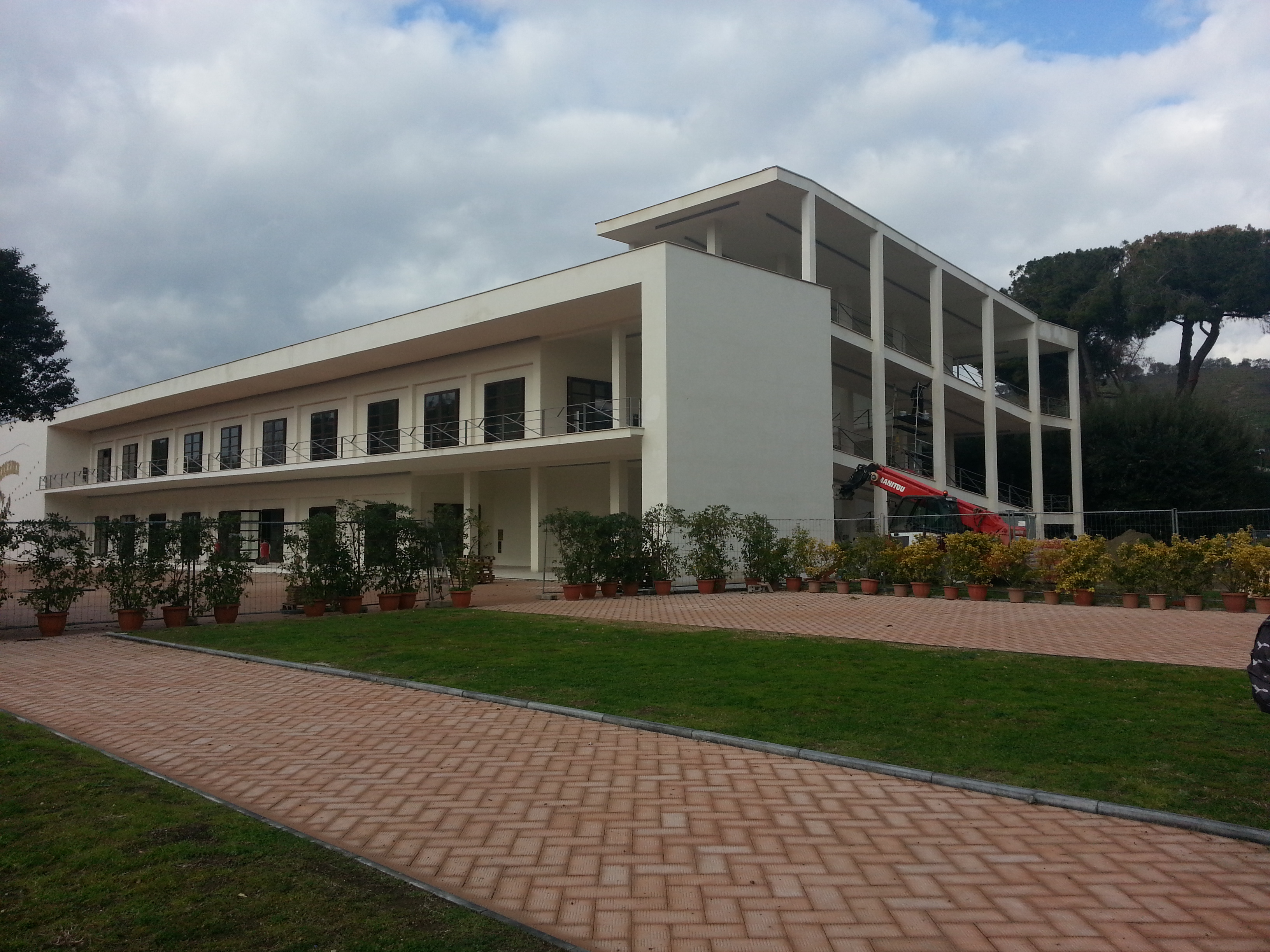
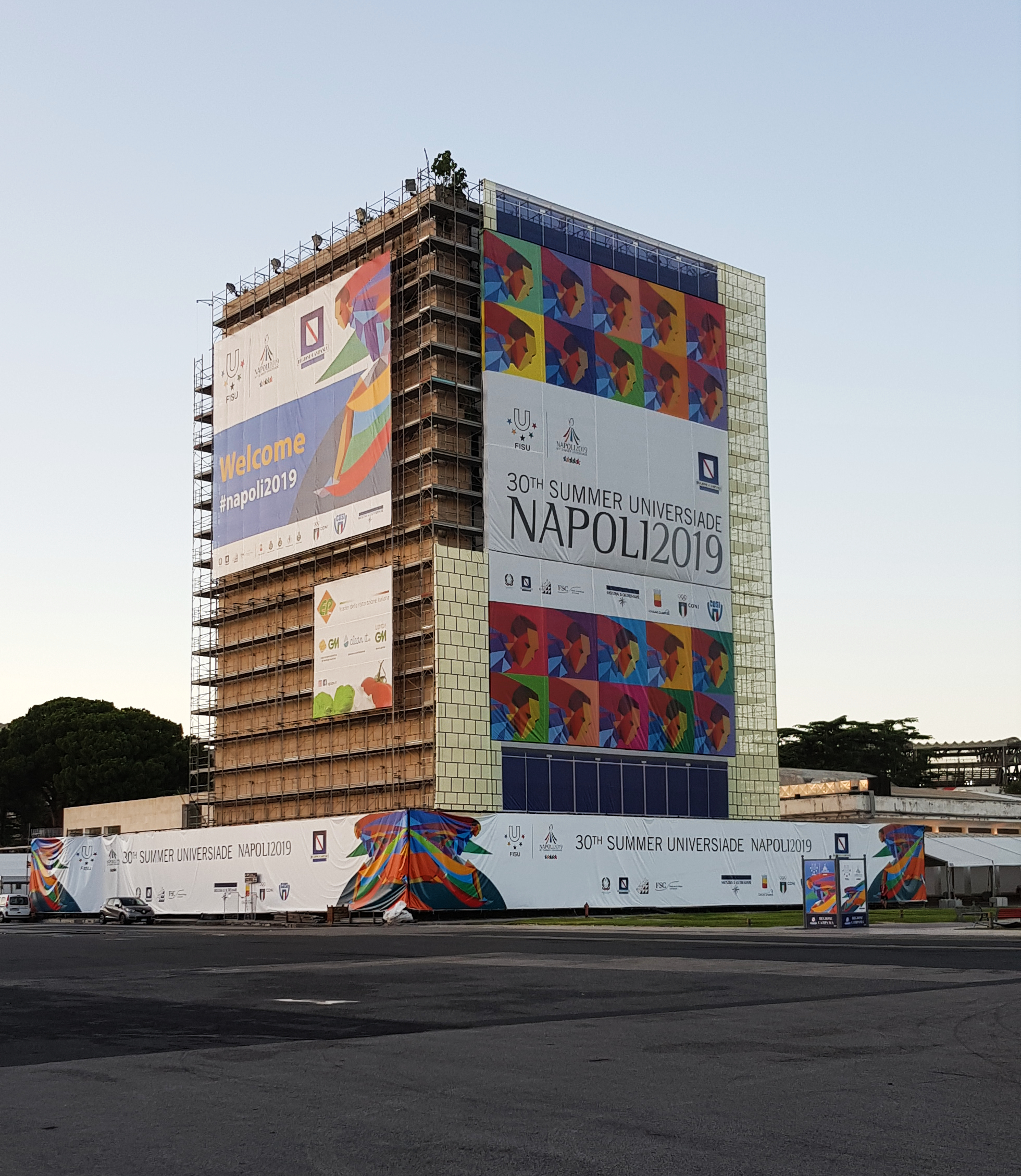